# John Stremlau
John Stremlau (Saint Louis, 23 ottobre 1953) è un ex calciatore statunitense, di ruolo centrocampista.

## Carriera

### Club
Si forma calcisticamente nella rappresentativa della Southern Illinois University Edwardsville dal 1972 al 1974ì5, istituto che lo inserirà nel proprio famedio sportivo nel 2007, per poi venire ingaggiato dalla franchigia NASL dei Dallas Tornado. Con i Tornado nella North American Soccer League 1976 raggiungerà il secondo turno dei playoff per il titolo, persi contro i californiani dei S.J. Earthquakes. 
Nella stagione 1977 è in forza ai St. Louis Stars, con cui raggiunge i turni di spareggio per i playoff per il titolo, perdendoli contro i Rochester Lancers.
Dal 1978 al 1980 è in forza agli Houston Hurricane, con cui raggiungerà in due stagioni, 1979 e 1980, gli ottavi di finale nei playoff per il titolo.
Contemporaneamente e successivamente al calcio Stremlau si dedicò al calcio indoor, giocando con i Tornado, con i Houston Summit, i St. Louis Steamers e K.C. Comets.
Nel 2005 è stato inserito nel "St. Louis Soccer Hall of Fame".

### Nazionale olimpica
Ha giocato quattro incontri, segnando anche una rete, con la nazionale olimpica di calcio degli Stati Uniti d'America nelle qualificazioni ai Giochi della XXI Olimpiade.